# بسمتي

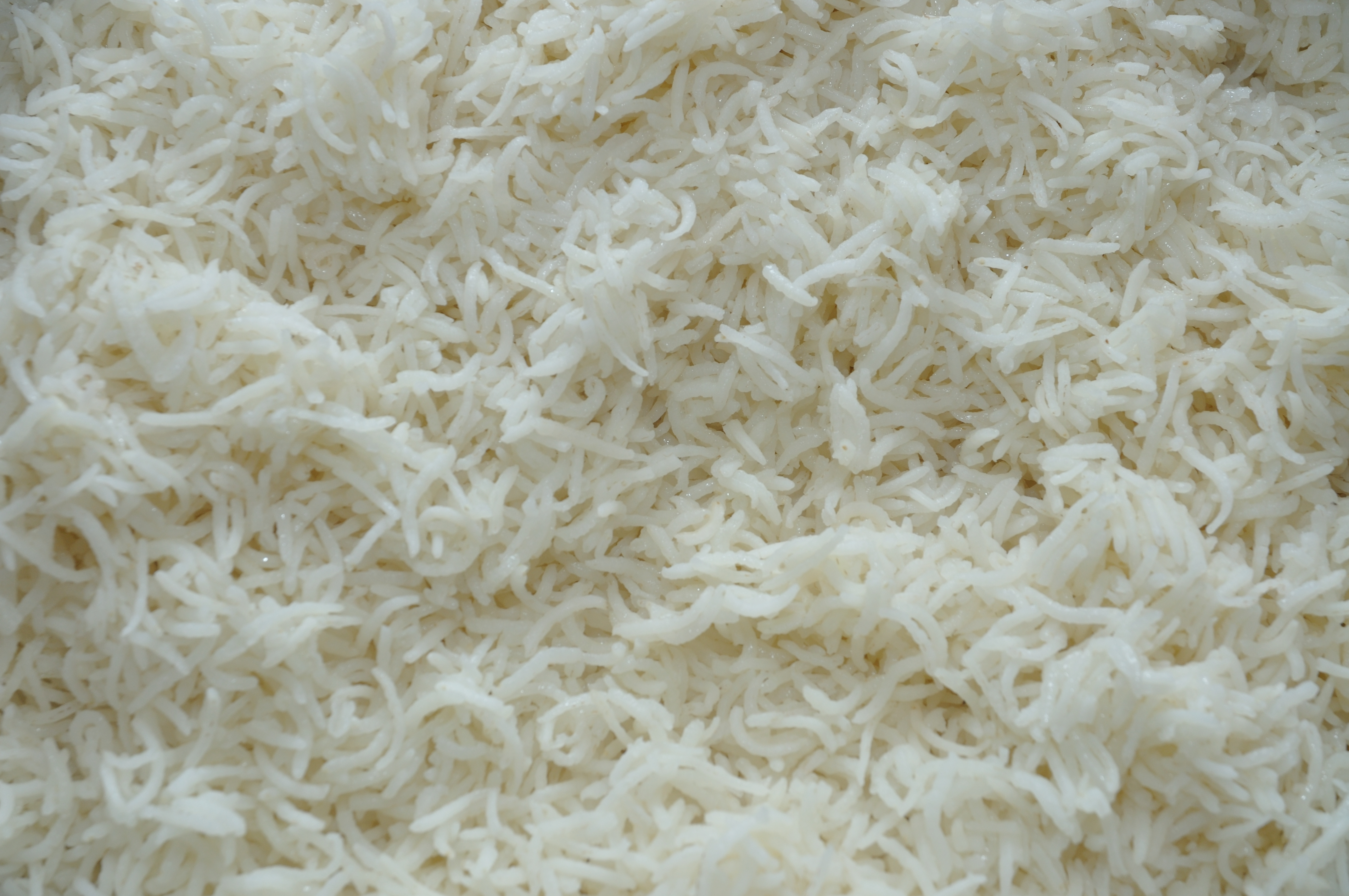
أرز بسمتي مطبوخ.

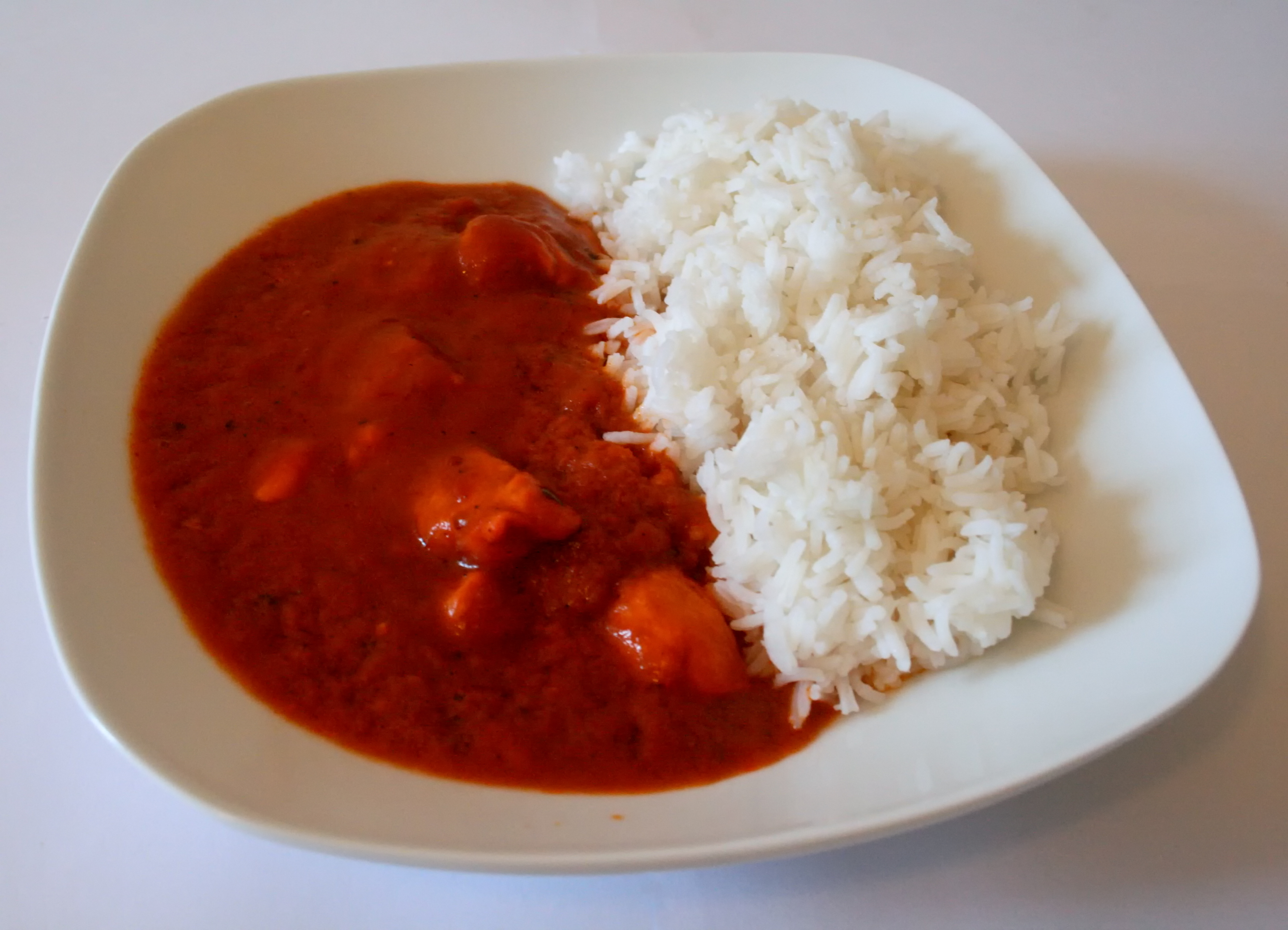
بسمتي مع الدجاج

أرز بسمتي (بالهندية: बासमती ، بالأردية: باسمتى، ويعني طيب الرَّائحة، وبالإنجليزية: Basmati). هي مجموعة متنوعة من الأرز الطويل الحبة والتي تعتبر تقليدا في جنوب آسيا.

## التاريخ
يزرع الأرز البسمتي في شبه القارة الهندية منذ قرون. وتعد ملحمة هير رانجها التي كتبها الشاعر البنجابي الصوفي الشهير وارث شاه في عام 1766 هي أقدم نص معروف حتى الآن جاء فيه ذكر نبات الأرز البسمتي بنفس الاسم.

## الإنتاج والزراعة
يكثر إنتاج أرز بسمتي في المناطق الهندية مثل ولايات هاريانا، جامو وكشمير، هيماجل برديش، البنجاب، دلهي، أوتاراخند، أتر برديش وبيهار. ويعد أنتاج الهند لمحصول أرز بسمتي لعام 2011/12 والمنتهي في يونيو مايقرب من 5 ملايين طن. تعد ولاية هاريانا أكبر منطقة لزراعة أرز بسمتي، حيث تنتج أكثر من 60% من مجموع إنتاج أرز البسمتي في الهند. أما في باكستان، فإن ما يقرب من 95% من زراعة أرز بسمتي تتركز في إقليم البنجاب، حيث وصل إجمالي الإنتاج إلى 2.47 مليون طن في عام 2010.

### في الهند
تحدد وكالة أبيدا الهندية المعايير التي يمكن من خلالها وصف نوع الأرز باعتباره أرز بسمتي، ومن بينها أن يكون الحد الأدنى لمتوسط طول حبة الأرز المقشرة المعدة للطهي حوالي 6.61 ملم ومتوسط عرض حبة الأرز المقشرة المعدة للطهي حوالي إلى 2 ملم.
تنتج الهند أكثر من 70٪ من إنتاج الأرز البسمتي في العالم، وقد ساهمت في عام 2018 بنسبة 65٪ في التجارة الدولية للأرز البسمتي، بينما ساهمت باكستان بنسبة 35٪ المتبقية. حيث صدرت الهند في الفترة من أبريل 2018 وحتى مارس حوالي 4.4 مليون طنًا من الأرز البسمتي. وتستهلك دول المملكة العربية السعودية وإيران والإمارات العربية المتحدة أكثر من نصف إجمالي صادرات الأرز البسمتي الهندي.

### في باكستان
تمتد منطقة زراعة الأرز البسمتي الأصلية في باكستان في حوض كالار بين نهري رافي وتشيناب بحسب منظمة الأغذية والزراعة التابعة للأمم المتحدة، وتتركز معظم زراعة الأرز في مقاطعة البنجاب التي بلغ إنتاجها في عام 2010 حوالي 2.47 مليون طنًا من الأرز البسمتي.

### في نيبال
تتركز زراعة الأرز البسمتي في نيبال بشكل رئيسي في منطقة وادي كاتماندو ومنطقة تيراي، ويمنع تصدير إنتاج الأرز البسمتي النيبالي المحلي من التصدير إلى أجزاء أخرى من العالم.

### في إندونيسيا
جلب بذور الأرز البسمتي إلى إندونيسيا لأول مرة من باكستان في عام 2007، ولكن بسبب عدم ملاءمة التربة لم تكن البذور قادرة على النمو حتى تمكنت وزارة الزراعة الإندونيسية في عام 2017 من إنتاج بذور هجينة بين الأرز البسمتي والأرز المحلي كي تتم زراعتها في غرب جزيرة جاوة وفي وسط كاليمانتان بحيث ينتج الهكتار الواحد نحو 8.2 طنًا من الأرز البسمتي المهجن.